# Josep Antoni d'Àustria
Josep Antoni d'Àustria (Florència, 9 de març de 1776 - Buda, 13 de gener de 1847) va ser arxiduc d'Àustria i palatí del regne d'Hongria durant més de 50 anys, entre 1795 i 1847.

## Biografia
Va néixer el 9 de març de 1776. Va ser el quart fill de l'emperador Leopold II, emperador romanogermànic i de la infanta Maria Lluïsa d'Espanya. Era net de l'emperador Francesc I, emperador romanogermànic i de l'arxiduquessa Maria Teresa I d'Àustria per via paterna mentre que per via materna ho era del rei Carles III d'Espanya i de la princesa Maria Amàlia de Saxònia. Va passar la infantesa a la cort del seu pare a Florència, que llavors era el gran duc de Toscana. Educat pel comte Federico Manfredini, va arribar a parlar amb fluïdesa l'alemany, el llatí, el francès i l'italià.
En l'àmbit militar va ser mariscal de camp i coronel en cap del segon i dotzè regiment d'hússars de l'exèrcit austríac. Va distingir-se durant les guerres napoleòniques a Alemanya.
El 12 de novembre de 1795 va ser elegit per unanimitat palatí del regne d'Hongria per part del parlament hongarès. Va actuar d'acord amb les instruccions detallades pel seu pare per al seu càrrec, que va ocupar durant més de 50 anys. Va mantenir sempre una posició de mediador entre Hongria i l'emperador, afavorint les finances i l'exèrcit imperial, mentre, alhora, preservava la constitució hongaresa. D'aquesta manera va aconseguir fons per a l'estat, necessaris després de les guerres contra França.
Va ser molt popular a Hongria, gràcies a la promoció de l'agricultura, el comerç i la indústria. tot i que la seva actitud d'equilibri constitucional no agradava a les altes esferes imperials. Amb tot, va promoure econòmicament i culturalment el país, per exemple amb la modernització de les ciutats d'Ofen i Pest, preveient l'avantatge de les dues localitats per la seva ubicació, que va convertir-les en punts claus del regne. També Va promoure l'embelliment de Pest amb una comissió creada expressament el 1805, que va promoure la construcció de nous edificis, convertint-la en un referent del classicisme hongarès.
El 1845 es van fer celebracions arreu d'Hongria per commemorar el 50è aniversari de l'elecció com a palatí. Va morir el 13 de gener de 1847 al Palau Imperial de Buda, als 70 anys. El va succeir en el càrrec de palatí el seu fill Esteve. El 18 de gener les seves despulles van ser enterrades a la cripta que havia fet construir al castell reial d'Ofen, on van ser enterrats els descendents de la seva família fins a 1944. Tanmateix, el 1973 la cripta va ser assaltada i les tombes destruïdes i saquejades, i els ossos de l'arxiduc i els dels seus familiars escampats.

## Matrimonis i descendència
Casat en primeres núpcies amb la gran duquessa Alexandra de Rússia, filla del tsar Pau I de Rússia i de la princesa Sofia de Württemberg, la parella tan sols tingué una filla:
- Alexandra d'Àustria (Buda, 1801).

Una setmana després de la mort de l'arxiduquessa Alexandra moria la gran duquessa com a conseqüència dels problemes originats en el moment del part. L'arxiduc es tornà a casar l'any 1815 amb la princesa Hermínia d'Anhalt-Bernburg-Schaumburg-Hoym, filla del príncep Víctor II d'Anhalt i de la princesa Amàlia de Nassau-Weilburg. La parella va tenir bessons:
- Esteve d'Àustria, palatí d'Hongria.
- Hermínia d'Àustria.

El naixement de l'arxiduc Esteve Francesc produí la mort de la princesa Hermínia tan sols unes hores després del part.
L'any 1819 contreia matrimoni en terceres núcpcies amb la duquessa Maria Dorotea de Württemberg, filla del príncep Lluís Frederic de Württemberg i de la princesa Enriqueta de Nassau-Weilburg. La parella tingué sis fills:
- Hermínia d'Àustria (Buda, 1817-Viena, 1842).

- Francesca Maria d'Àustria (Buda, 1820).

- Alexandre d'Àustria (Buda, 1825-1837).

- Elisabet d'Àustria (Buda, 1831-Viena, 1903).

- Josep d'Àustria (Bratislava, 1833-Fiume, 1905).

- Maria Enriqueta d'Àustria (Buda, 1836-Spa, 1902).